# Бенцинг, Робин
Робин Бенцинг (нем. Robin Benzing; 1 мая 1989, Зехайм-Югенхайм, Германия) — немецкий профессиональный баскетболист, играющий на позиции легкого форварда, а также при необходимости тяжелого форварда, выступающий за немецкую команду «Гисен Фотисиксерс». Бывший капитан сборной Германии по баскетболу (165 матчей).

## Карьера

### Клубная карьера
Бенцинг начал карьеру в клубе второго дивизиона «ТВ Ланген» до начала 2009. В 2008, написал письмо и изъявил играть за команду университета Мичиган, но команда не смогла заявить немецкого форварда из-за правил NCAA.
С 2009 по 2011, Бенцинг играл за «Ратиофарм» в Бундеслиге, а потом 4 года провел в «Баварии». 30 июня 2015 года перешел в «Сарагосу». После двух лет в Испании, вернулся домой и в сентябре 2017 года перешел в «С.Оливер». Бенцинг набирал в среднем 17.2 очков и совершал 4.1 подбора за игру в сезоне 2017-18. 4 сентября 2018 года, подписал контракт с «Бешикташем» на один месяц с опцией продления на 9 месяцев.
27 июля 2019 года , подписал однолетний контракт с «Сарагосой». Бенцинг переподписал контракт 11 июня 2020 года.

### Карьера в сборной
Бенцинг играл за молодежные сборные Германии U-18 и U-20 на турнирах чемпионата Европы U-18 в 2007 и на чемпионате Европы U-20 в 2009, где был лидером, набирая 22.2 очка в среднем за игру. В 2009 году, дебютировал за взрослую сборную Германии по баскетболу на ЕвроБаскете 2009. Он также сыграл на  ЕвроБаскете 2011, 2013, 2015, ЕвроБаскете 2017 и на чемпионате мира по баскетболу 2010 и 2019.